# 细胞连接
细胞连接（cell junction）又称连接复合体（junctional complex），是一类由多蛋白复合体组成的细胞结构，在动物体内提供相邻细胞间或细胞与胞外基质之间的接触或黏附，也维持上皮的细胞旁屏障并控制细胞旁运输。细胞连接在上皮组织中尤为丰富。配合细胞黏附分子和胞外基质，细胞连接有助于将动物细胞连接在一起。
细胞连接是通过专门的蛋白质被称为通信连接从而使能相邻细胞之间的通信尤为重要。细胞连接也是减轻放在细胞上的压力是重要的。

## 種類

細胞連接方式簡圖

在脊椎動物中，細胞連接可分為：
- 緊密連接(Tight Junctions)

细胞连接方式的例子

使細胞非常緊密的相接，防止物質進出。例如皮膚細胞間的連接就是如此，以防止水分從汗腺流失。
- 間隙連接(Gap Junctions)

又稱為通訊連接(Communicating Junctions)，類似植物的原生質絲，使細胞間交換離子等小分子物質。例如心肌和動物的胚胎。
- 橋粒(Desmosomes)

又成為錨定連接(Anchoring Junctions)，將細胞相嵌合，大致固定的結構，兩端有由角質蛋白組成的中間絲深入細胞質來固定。例如肌肉細胞間有許多橋粒，當肌肉撕裂時即為橋粒被拉力破壞造成。
在植物中，細胞連接即利用原生質絲。